# Левин, Чарлз (актёр)
Чарлз Левин (англ. Charles Levin; 12 марта 1949, Чикаго, Иллинойс — не ранее 6 июля 2019 и не позднее 12 июля 2019, Селма, Орегон) — американский актёр. Сыграл в кино и сериалах более 50 ролей.
Снимался в сериалах «Сайнфелд», «Сумеречная зона» и «Закон и порядок» и фильмах «Манхеттен», «Энни Хол» и «Гражданский иск».

## Исчезновение
8 июля 2019 года сын артиста обратился в полицию и заявил, что его отец исчез, когда переезжал с квартиры в городке Гранд Пасс в другое жилье. После этого его объявили в розыск. Позднее автомобиль Левина был обнаружен около заброшенной дороги в районе, расположенном вблизи города Селма. В машине нашли мопса актёра по кличке Мишка Бу. Неподалёку находилось тело самого хозяина.